# Orobské Alpy
Orobské Alpy (italsky Alpi Orobie) jsou pohoří ležící na jihu Alp v Itálii. Nachází se v Lombardii, především v provincii Bergamo. Na západě ale zasahují i do provincie Lecco, na východě Brescia a na severu Sondrio. Západní hranici pohoří tvoří jezero Como a Luganské Alpy, jižní hranici Bergamské Předalpy, na východě leží pohoří Adamello-Presanella a na severu Bernina, které jsou součástí Rétských Alp. Orobské Alpy náleží do Lombardských Alp. Od Bergamských Předalp (se kterými je někteří geografové slučují) jsou odděleny řadou údolí - Val Brembana, Val Seriana nebo Val Camonica. Orobské Alpy se od Bergamských Předalp dále odlišují nadmořskou výškou (jsou vyšší), jiným terénem i různou vegetací. Nejvyšší horou Orobských Alp je Pizzo Coca (3 052 m).

## Geografie

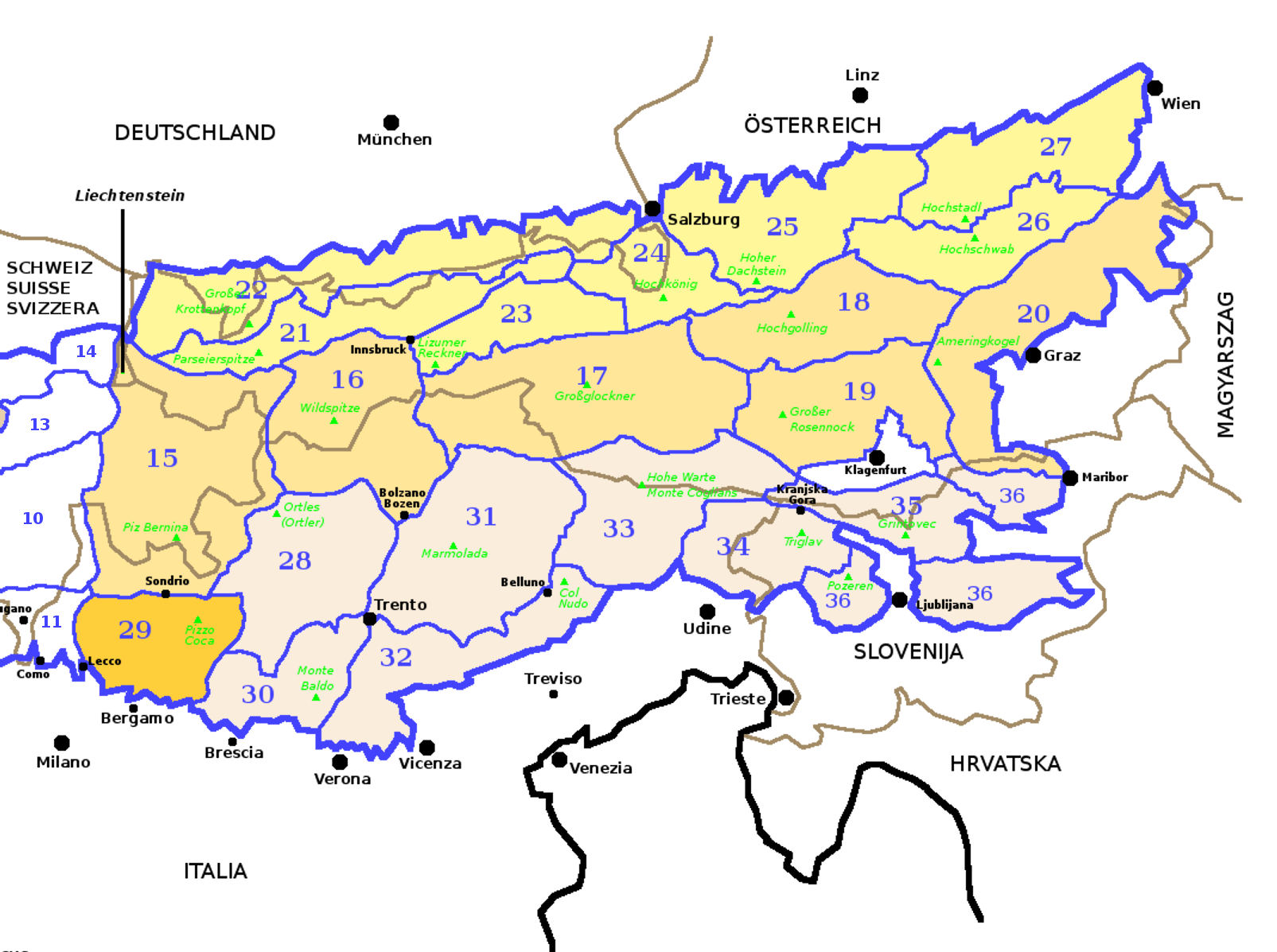
29 - severní část Orobské Alpy, jižní část Bergamské Předalpy

Ze západu na východ mají Orobské Alpy délku 80 km. Tři hory mají vyšší nadmořskou výšku než 3 000 m, další téměř tři desítky hor jsou vyšší než 2 500 m. Nachází se zde několik menších ledovců. V karech leží řada jezer. Oblast je zpřístupněna mnoha turistickými trasami. Nejznámější je dálková turistická trasa Sentierro delle Orobie.